# Rückeweg

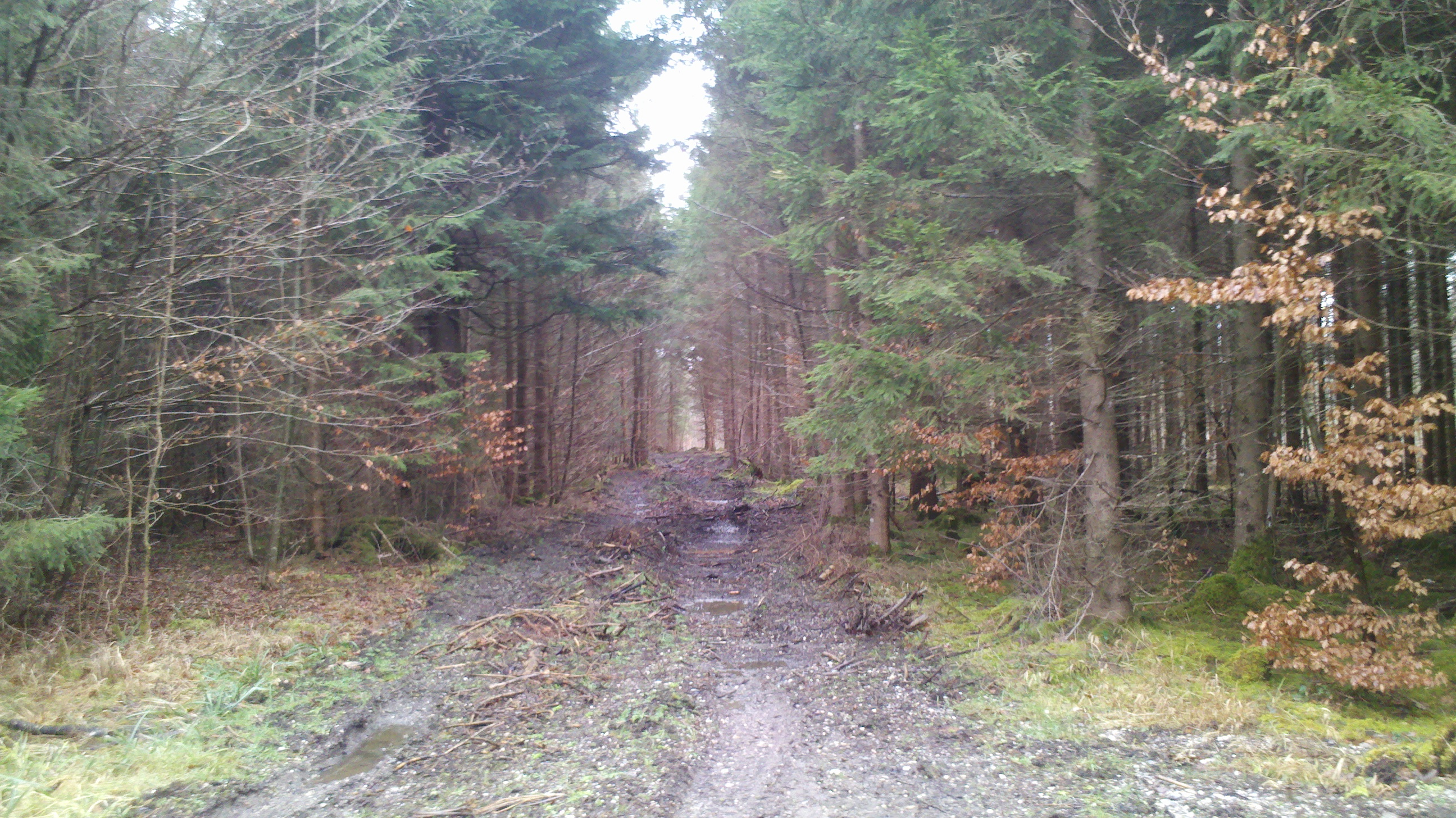
Holzrückeweg am Röhrenberg

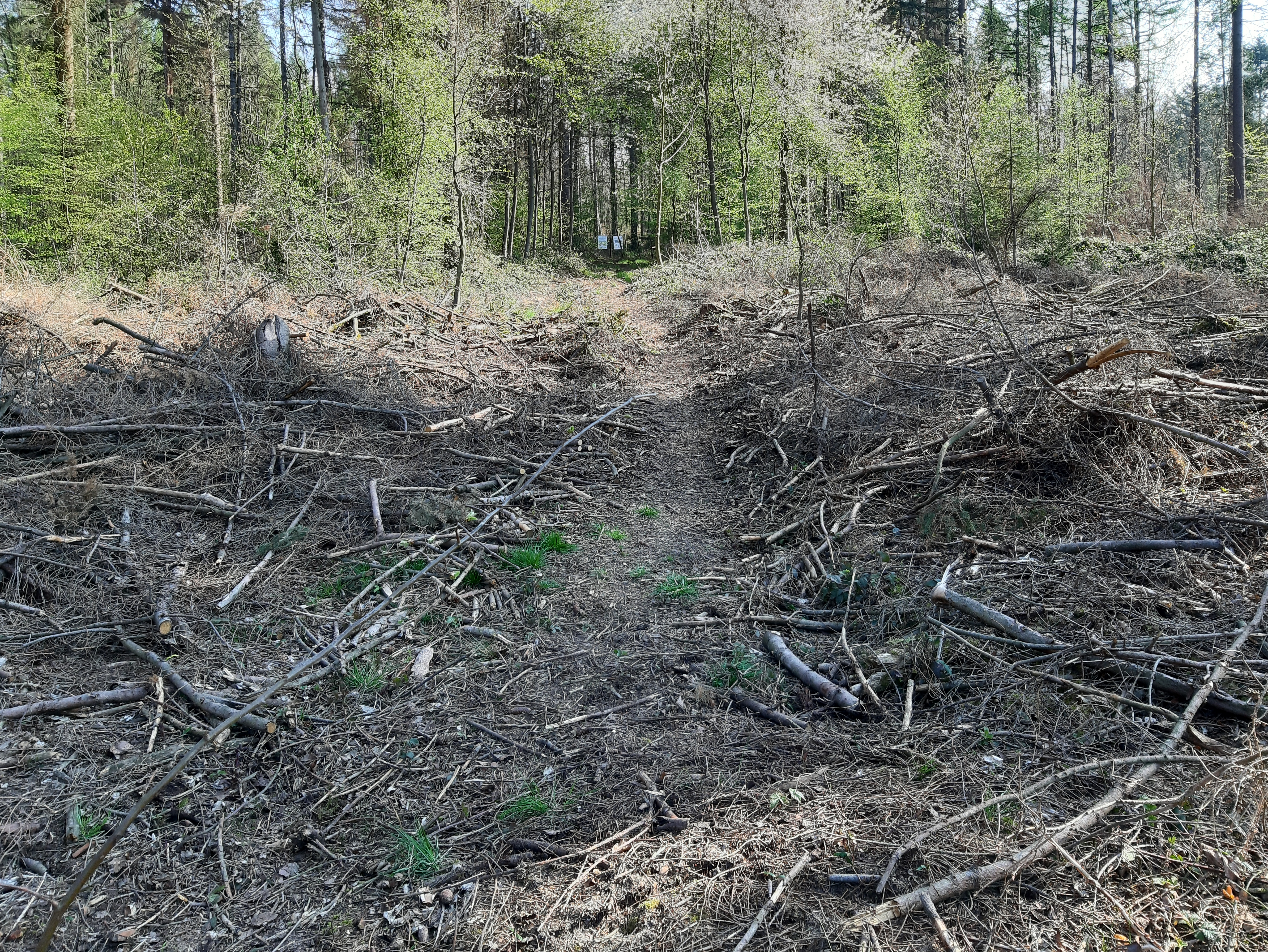
Rückegasse im Forstrevier Knechtsteden

Als Rückeweg oder Rückegasse wird ein unbefestigter forstwirtschaftlicher Weg bezeichnet, der zum Transport von gefällten Bäumen (Holzrücken) durch Maschinen oder Rückepferde vom Hiebort zum Aufbereitungs- und Verladeplatz an einer befestigten Forststraße dient. Ein verwandter Begriff hierfür ist Holzweg, aus der sich die Metapher „auf dem Holzweg sein“ ableitet.

## Beschaffenheit
Rückegassen sind im Zuge der Walderschließung durch Bestandsaufhieb geschaffene, dem Holzrücken dienende Wege. Im Idealfall laufen diese im rechten Winkel von der Lkw-befahrbaren Forststraße ab. Zur Eignung für den Maschineneinsatz (Rückung durch Forwarder) erfolgt die Linienführung in Falllinie. Die Breite der Rückegasse beträgt ca. 3 bis 4 m. Der Rückegassenabstand beträgt zwischen 20 und 60 m, entgegen der Bodenschonung für den Prozessoreinsatz meist 20 m.
Teilweise wird zwischen Rückegassen und Rückewegen unterschieden. Während man bei geringeren Hangneigungen von Rückegassen spricht, spricht man bei Hangneigungen über 30 % von Rückewegen, die dann parallel zu den Höhenlinien angelegt werden. Für die Unterscheidung ist nicht die Neigung des Weges, sondern die des Geländes maßgeblich.
Rückewege oder Maschinenwege werden mittels Erdarbeiten (Bagger oder Raupe) in einem Abstand von ungefähr 100 m zueinander angelegt. Die Anlage erfolgt erst in durch Rückegassen nicht mehr erschließbaren Steillagen, da Kosten für Erdarbeiten anfallen.
Rückegassen oder Rückewege führen gewöhnlich an eine besser Lkw-fähige Waldstraße. 

## Geschichte
Rückewege und Rückegassen wurden erst notwendig, seit Holzrücken mit technisch aufwändigem Maschinen- und Materialeinsatz betrieben wird. Frühere Methoden waren neben dem Transport mit Rückepferden z. B. die Seilrollenholzbringung; sie war vor allem im 19. Jahrhundert die technisch ausgereifteste und auch heute noch die schonendste Möglichkeit des Holztransports vom Hiebort.
In Deutschland gibt es laut der zweiten Bundeswaldinventur rund 635.000 km Rückewege.

## Entwicklung der Rückewege
| Waldinventur | Jahr | Länge der Rückewege |
| ------------ | ---- | ------------------- |
| Erste        | 1986 |                     |
| Zweite       | 2002 | 635.000 km          |
| Dritte       | 2012 |                     |
| Vierte       | 2021 |                     |